# Chileolobus
Chileolobus is een monotypisch geslacht van spinnen uit de  familie van de Orsolobidae.

## Soort
- Chileolobus eden Forster & Platnick, 1985